# Moos (Weitnau)
Moos (mundartlich: Mos) ist ein Gemeindeteil der Marktgemeinde Weitnau im bayerisch-schwäbischen Landkreis Oberallgäu.

## Geographie
Der Weiler liegt circa 1,5 Kilometer östlich des Hauptorts Weitnau.

## Ortsname
Der Ortsname bedeutet (Siedlung am) Moor/Sumpfgebiet.

## Geschichte
Moos wurde vermutlich erstmals urkundlich im Jahr 1363 erwähnt als das Kloster Isny „ze dem ödem Mos“ Getreidegült bezog. 1768 wurde eine Mühle im Ort erwähnt und im Jahr 1782 eine weitere. Die Mahlmühle im Ort stellte 1889 den Betrieb ein. Der Ort gehörte einst der Herrschaft Hohenegg an. 1808 wurden fünf Wohnhäuser in Moos gezählt. Der Ort besaß bis zur Stilllegung der Strecke den Bahnhalt Moos (Allgäu) an der Bahnstrecke Kempten–Isny.